# Josefine Edenvik
Britt Josefine Edenvik, född 29 maj 1984, är en svensk skådespelare.
Edenvik debuterade 2005 i huvudrollen som Julia i Henry Chus Efter Jesper. Hon har därefter medverkat i långfilmen Blåbärskriget (2007) och kortfilmen Brunos ö (2008).

## Filmografi
- 2005 – Efter Jesper – Julia
- 2007 – Blåbärskriget – Marita
- 2008 – Brunos ö – Anna